# 登別マリンパークニクス
登別マリンパークニクス（のぼりべつマリンパークニクス）は、北海道登別市に所在する日本の水族館。
「北欧ロマンと海洋ファンタジー」をテーマにしている。登別駅より徒歩約5分。

## 概要
北海道最大の水族館を開設する構想を実現するため、登別市が中心になって登別市内の企業42社が出資して運営主体となる第三セクター会社を設立し、総事業費約73億円を投じて1990年（平成2年）7月20日に開業したのが始まりである。
中央にシンボルでもある「ニクス城」が置かれており、このモデルは北欧デンマークのイーエスコウ城である。
城の内部は海洋ファンタジー館となっており、巨大な水槽があり数多くの魚たちを見ることが出来る。
城の周りには北欧風の建物が並んでおり、土産品店やイルカ・アシカ・ペンギンショーなどを開催している。
開業当初の1カ月で約23万人の入館者があり、開業2年間は年間60万人以上の入館者を集めていた。
しかし、開業3年目以降はバブル崩壊による景気低迷や開業人気の剥落などが重なって入館者が年間40万人台へ急速に落ち込み、開業2年目まで並みの年間約60万人の集客を前提としていたため、赤字へ転落することになった。
そのため、1997年（平成9年）には第三セクターの運営に参画していた民間企業が事実上撤退し、登別市が事実上丸抱えする状況に陥った。
その結果、運営母体となっていた「北海道マリンパーク」は2001年（平成13年）1月時点で約40.3億円の累積債務等を抱えて経営危機に陥り、2001年（平成13年）1月18日に登別市と加森観光、北海道マリンパークの3者の間で「経営改善策」について基本合意して覚書に調印し、マリンパークの経営権を加森観光へ譲渡することとなった。
この再建策で登別市が所有していた持ち株25%（出資額1億円）を無償譲渡して加森観光が筆頭株主となり、「北海道マリンパーク」は第3セクターから民間企業となった。
そして、登別市が当園の建物を約8億円で買収した上で10年間無償で貸与することで、これによって登別市は固定資産税の納入を実質的に免除する形になり、「北海道マリンパーク」は固定資産税と建物の減価償却費の負担がなくなることになった。
また、当時抱えていた有利子負債約37億円のうち最大の債権者となっていた清水建設系列の清水不動産に約27億円の債権を市に無償譲渡するよう依頼すると共に、残りの約10億円のうち約8億円は先述した登別市が当園の建物を買収したことで解消され、有利子負債のほとんどが実質的に免除された。
加森観光の傘下に入った後、当園は入館者を年間25万人〜30万人と見込んで、その水準で採算が取れるように従業員の削減を図り、開業時に正社員100人以上で約200人のアルバイトという陣容だったものを、2012年（平成24年）7月時点で正社員28人以上で約50人のアルバイトと各々約4分の1に削減して経費圧縮を図った。
また、調理師による手作り感のある料理を導入することで食事の印象を改善すると共に、海外からの外国人客の集客を増やして入館者の約34%までその比率を引き上げるなどして、売上の拡大と安定化を図った。
この様に登別市が主導して進めた有利子負債と固定資産税、建物の減価償却費の事実上の免除に、加森観光が主導して進めた経費圧縮や売上の拡大などが相乗効果を発揮して2006年（平成18年）からは単年度黒字へ転換し、累積赤字を10分の1の約0.5億円まで削減した。

## 施設
- ニクス城

内部は巨大な水族館となっている。入口には、高さ8mのクリスタルタワー水槽が、また、2つのアクアトンネルがある。
また、タッチプールでは、ヒトデ、ナマコだけでなく、エイやカブトガニまで触ることができる。
- イルカショープール
- アシカショープール
- アザラシリングプール:民営化後の新設[2]。
- ペンギン館

ニクス城前の広場をペンギンが散歩するパレードが人気。
パレードは通年で実施しており、季節によってパレードを行うペンギンが異なる。(キングペンギン・ジェンツーペンギン・ケープペンギン)
- 陸族館:民営化後の新設[2]。
- 遊園地「ニクスランド」

観覧車、メリーゴーランド、クジラの汽車、ポルターガイストの館、バッテリーカー等現金遊具を設置。
園内には、欧風の手回しオルガンの音楽が流れ、異国情緒が感じられる。

## 営業
- 入場料

おとな（中学生以上） 3,000円
こども（4歳～小学生）　1,500円
乳幼児（3歳以下）　無料
- 営業時間：9:00 - 17:00
- 休館日：4月上旬の保守点検日（5日間程度）のみ

## 繁殖
日本動物園水族館協会の繁殖賞を受賞した生物は以下の通りである。
- フリソデエビ
- ホッカイエビ
- アカシマシラヒゲエビ
- ウチウラタコアシサンゴ
- コイボイソギンチャク
- フサトゲニチリンヒトデ
- ウチウラタコアシサンゴ
- コイボイソギンチャク
- トクビレ
- サケビクニン
- シチロウウオ

## アクセス
- JR北海道登別駅より徒歩約5分。
- 道南バス「マリンパーク通り」「登別駅前」より徒歩約5分。

## その他
- 登別マリンパークニクスの前庭である登別ビーチパークでは、2001年度より毎年7月に「わくわく広場のぼりべつ」という祭りが2日にわたって行われる[8][9]。